# Bessey
Bessey is een gemeente in het Franse departement Loire (regio Auvergne-Rhône-Alpes) en telt 369 inwoners (2004). De plaats maakt deel uit van het arrondissement Saint-Étienne.

## Geografie
De oppervlakte van Bessey bedraagt 6,3 km², de bevolkingsdichtheid is 58,6 inwoners per km².
De onderstaande kaart toont de ligging van Bessey met de belangrijkste infrastructuur en aangrenzende gemeenten.

## Demografie
Onderstaande figuur toont het verloop van het inwonertal (bron: INSEE-tellingen).